# منظف (مفهوم)
قيد التطوير

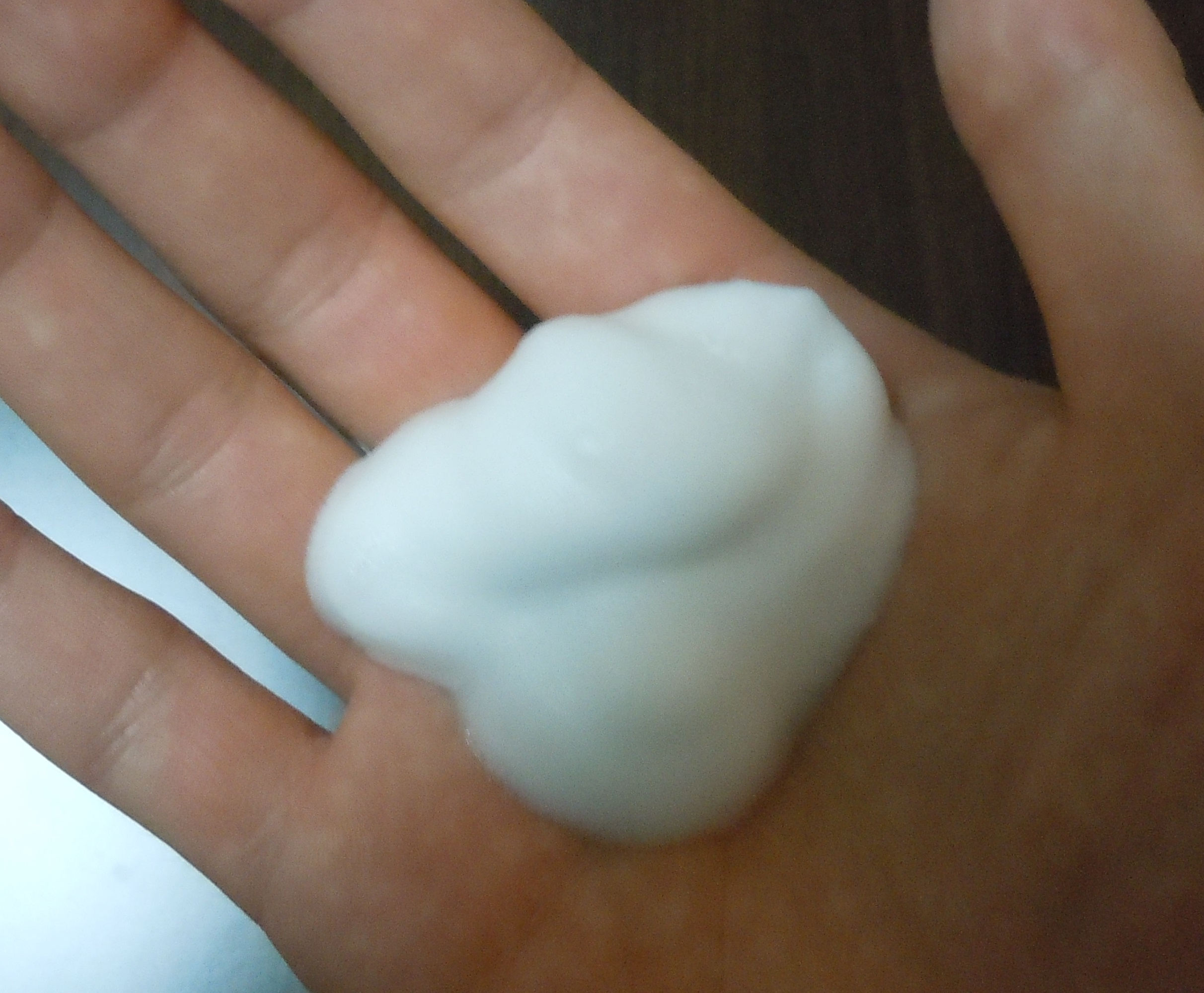

المنظف (المطهر) يشير مصطلح المطهر إلى المنتج الذي ينظف أو يزيل الاوساخ أو المواد الأخرى وإلىمنظف يمكن أن يكون مزيل الاوساخ، وهناك أنواع عديدة من المطهرات التي يتم انتاجها بهدف أو تركيز معين، على سبيل المثال: المنظفات التي تزيل الشحم أو مادة المكربن وتستخدم في ميكانيكا السيارات لتنظيف محرك معين واجزاء السيارة.
-تشمل الانواع الأخرى التي تستخدم في مستحضرات التجميل والامراض الجلدية أو العناية بالبشرة، وفي هذة الحالة، المطهر أو المنظف هو منتج للعناية بالوجه يستخدم لإزالة الماكياج وخلايا الجلد الميتة والزيوت والاوساخ وانواع أخرى من ملوثات جلد الوجه، يساعد ذلك على فتح المسام ومنع الأمراض الجلدية مثل حب الشباب.
-المطهر أو المنظف هو الخطوة الأولى في نظام العناية بالبشرة ويمكن استخدامه بالإضافة إلى الحبر (التونر) والمرطب بعد التنظيف..يعتبر استخدام منظف مخصص لبشرة الوجه لإزالة الاوساخ بديلاً أفضل من الصابون أو شكل اخر من منظفات البشرة غير المصممة خصيصاً للوجه للاسباب التالية:
-تحتوي قطعة الصابون على درجة حموضة قلوية(في المنطقة من 9 الي 10) ودرجة حموضة سطح الجلد في متوسط 4.7.وهذا يعني أن الصابون يمكن أن يغير التوازن الموجود في الجلد لصالح فرط نمو بعض أنواع البكتريا مما يزيد من حب الشباب ومن أجل الحفاظ على توازن درجة الحموضة وصحة الجلد يجب أن يكون جلدك على مستوى الاس الهيدروجيني المناسب.
- تحتوي منظفات القضيب على مكثفات تسمح لهم بإتخاذ شكل شريط ويمكن لهذه المكثفات ان تسد المسام مما يؤدي إلى ظهور حب الشباب.
- استخدام الصابون على الوجه يمكن أن يزيل الزيوت الطبيعية من الجلد التي تشكل حاجزا ضد فقدان الماء ويؤدي ذلك إلى إفراز الغدد الدهنية في وقت لاحق في إنتاج الزيت وهي حالة تعرف باسم الزهم المتفاعل مما يؤدي إلى انسداد المسام لمنع جفاف البشرة كما تحتوي العديد من المنظفات علي مرطبات:

## وفيما يلي أنواع غسول للوجه مناسبة لجميع أنواع البشرة
1-جل المنظف
2-منظف كريم
3-منظف الرغوة
4-منظفات الزيت
5-منظفات الطين
6-منظفات ميسيلار
7-منظفات البودرة
8-منظفات الصابون
9-منظف فحم
10-تطهيرقفازات/ملابس/مناديل
11-منظف العسل
12- منظف فيتامين سي
المنظفات التي تحتوي على مكونات نشطة أكثر ملاءمة للبشرة الدهنية لمنع البثور. لكنها قد تفرط في الجلد الجاف وتهيجه، وهذا قد يجعل البشرة تبدو أكثر سوءًا. قد تتطلب البشرة المجففة منظفًا كريميًا من نوع المستحضر. هذه عادة ما تكون لطيفة جدًا بحيث تكون فعالة على البشرة الدهنية أو حتى العادية، لكن البشرة الجافة تتطلب طاقة تنظيف أقل بكثير. قد يكون من الجيد اختيار منظف خالٍ من الكحول للاستخدام على البشرة الجافة أو الحساسة أو المجففة.
بعض المنظفات تستخدم دمج العطور والزيوت العطريه. ومع ذلك، بالنسبة لبعض الناس، قد تؤدي هذه المطهرات إلى تهيج الجلد وغالبًا ما تثير الحساسية. يجب على الأشخاص الذين يعانون من هذه الحساسية العثور على منظفات متوازنة ومستحضرات التجميل متوازنة الرقم الهيدروجيني، وتحتوي على عدد أقل من المهيجات، وتناسب العديد من أنواع البشرة المختلفة، ولا تجعل الجلد يشعر بالجفاف مباشرة بعد التنظيف. غالبًا ما تكون البشرة الضيقة وغير المريحة مجففة وقد تظهر لامعة بعد التنظيف، حتى في حالة عدم وجود الزهم. ويرجع ذلك إلى تأثير التدريس و«التجريد» الذي يمكن أن يحدثه بعض المنظفات على الجلد. يجب على المرء التوقف عن استخدام المطهر الذي يزعج توازن الجلد. يجب أن تعمل المنظفات مع الجلد وليس ضدها. يمكن أن ينطوي العثور على المنظف المناسب على بعض التجربة والخطأ.

## روابط خارجية
www.fitnessjuk